# Kool Keith

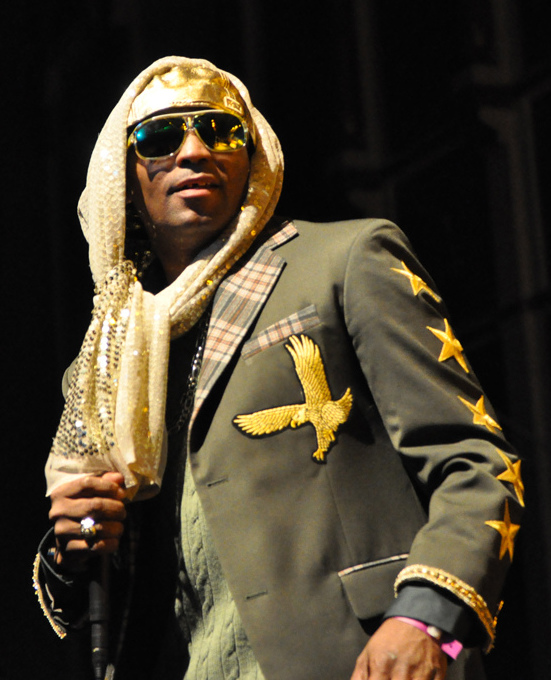
Kool Keith (2011).

Keith Matthew Thornton (The Bronx, 19 oktober 1963), beter bekend als 'Kool Keith' is een Amerikaans rapper en producer.

## Biografie
Na deel te hebben uitgemaakt van de legendarische hiphopformatie Ultramagnetic MCs, is Kool Keith in 1996 gedebuteerd als solo-artiest. Kenmerkend voor zijn solowerk is dat hij zich bedient van vele aliassen en dat hij zeer creatief met taal omspringt.
Bij het grote publiek is Kool Keith misschien wel het meest bekend als de stem van het refrein van het nummer 'Smack My Bitch Up' van The Prodigy, een fragment dat overigens zonder toestemming is gebruikt. Later heeft hij samengewerkt met The Prodigy, het resultaat hiervan was de track diesel power. Tevens claimt hij dat hij enkele hiphop genres heeft bedacht, zoals pornocore en horrorcore.
In 2017 werkt hij samen met Purple Disco Machine op het nummer Memphis Jam.

## Discografie

### in samenwerking metUltramagnetic MCs
- Critical Beatdown (1988)
- Funk Your Head Up (1992)
- The Four Horsemen (1993)
- Brooklyn to Brixton (live) (1996)
- The Basement Tapes (1984-1990)

### in samenwerking metUltra(Kool Keith andTim Dog)
- Big Time (1996)

### alsDr. Octagon
- Dr. Octagonecologyst (1996) originally titled Dr. Octagon
- The Instrumentalyst: Octagon Beats (1996)
- Dr. Octagon Part II - Bootleg album[2].
- Return of Dr. Octagon(2006) Non sanctioned album.

### in samenwerking metCenobites(Kool Keith andGodfather Don)
- The Cenobites (1996)

### alsDr. Dooom
- First Come, First Served (1999)
- First Come, First Served (Instrumental) (2000)

### in samenwerking metAnalog Brothers
- Pimp to Eat (2000)

### als Kool Keith
- Erotic Man (1996)
- Sex Style (1997)
- Black Elvis/Lost in Space (1999)
- Matthew (2000)
- Matthew (Instrumental) (2000)
- Spankmaster (2001)
- Game (2002)
- Lost Masters (2003)
- The Personal Album (2004)
- Official Space Tape (2004)
- "Siamese Sex Show" (2005)
- Lost Masters 2 (2005)
- The Commi$$ioner(2006)

### in samenwerking metKutmasta Kurt
- Diesel Truckers (2004)
- Diesel Truckers: Instrumental (2004)

### in samenwerking metMasters of Illusion(Kool Keith andMotion Man)
- Masters of Illusion (2000)
- Instrumentals (2001)

### alsThee Undatakerz
- Kool Keith Presents Thee Undatakerz (2004)

### in samenwerking met KHM
- Game (2002)
- Clayborne Family (2004)

### AsMr. Nogatco
- Nogatco Rd. (2006)

### in samenwerking metTOMC3
- Project Polaroid (2006)

### in samenwerking metL'Orange
- Time? Astonishing! (2015)

Girdles